# Margarita Canale
Margarita Canale fue una actriz de cine argentina.

## Carrera
Niña prodigio que fue requerida por Leopoldo Torres Ríos para algunos de sus filmes. Se inició con la dirección de Luis Mottura, que por su dulce rostro angelical y simpatía inocente le sirvió para un personaje en la película de 1947 La dama del collar, protagonizada por Amelia Bence y Guillermo Battaglia. Muchas de su filmografía la hizo junto al también pequeño actor Toscanito.
En la pantalla grande se lució con primeras figuras del escenario argentino como Alberto Castillo, José Marrone, Pierina Dealessi, María Concepción César, Beba Bidart, Rafael Frontaura, Julia Sandoval y María Esther Buschiazzo.
Su última aparición registrada fue como protagonista en Corazón fiel de 1951, con guion de Arturo Cerretani según el argumento de Noel Barona, con Julio Norberto Esbrez, Mario Danesi y Gloria Ramírez.

## Filmografía
- 1951: Corazón fiel como Daniela.
- 1950: La barra de la esquina.
- 1950: Toscanito y los detectives como Pony Gorrito.
- 1949: El nieto de Congreve como la Niña de los camellos.
- 1949: Pantalones cortos.
- 1947: La dama del collar.[1]